# DeWayne Russell
DeWayne Russell (Peoria, 10 febbraio 1994) è un cestista statunitense, professionista in Europa.
È il fratello di Daron Russell.

## Carriera
Dopo gli anni del college, passati tra Northern Arizona University e Grand Canyon University (21,2 punti di media nell'anno da senior), comincia la propria carriera professionistica nella Pro B francese a Nancy (dove chiude con 13,6 punti di media). Passa poi nella Basketball-Bundesliga tedesca firmando il 10 ottobre 2018 per i Crailsheim Merlins.
Il 30 giugno 2020, dopo due stagioni giocate in Germania, firma in Italia con l'Universo Treviso Basket.